# Der Zürich-Krimi: Borcherts Fall
Borcherts Fall ist ein Fernsehfilm von Matthias Steurer aus der Kriminalfilmreihe Der Zürich-Krimi aus dem Jahr 2016. In der Pilotfolge kehrt der von Christian Kohlund gespielte Anwalt Thomas Borchert überraschend in seine Heimatstadt Zürich zurück. Tragende Rollen sind besetzt mit Katrin Bauerfeind, Robert Hunger-Bühler, Leslie Malton, Richard van Weyden und Felix Kramer.

## Handlung
Der Wirtschaftsanwalt Thomas Borchert wurde von seinem bisherigen Arbeitgeber, dem FonSonic-Konzern in Frankfurt am Main, wegen eines Bestechungsskandals in Südamerika, in den er angeblich verwickelt sei, entlassen. Borchert fasst den Entschluss, in seine Heimat Zürich auf das einst herrschaftliche Anwesen seiner Familie zurückzukehren, wodurch er sich auch dem Zugriff der deutschen Behörden entziehen kann. Zudem ist ihm seine deutsche Anwaltslizenz entzogen worden, die er erst wiederbekommt, wenn er seine Unschuld zweifelsfrei beweisen kann. Es gibt zwei Kollegen, die an den unsauberen Millionengeschäften im Auftrag von FonSonic ebenfalls beteiligt gewesen sein sollen, einer von ihnen hat Selbstmord begangen, der andere ist untergetaucht. Borchert sollte als alleiniger Sündenbock herhalten. Der Anwalt ist zwar bereit, für Verfehlungen, die er begangen hat, einzustehen, möchte jedoch, dass auch die FonSonic zur Verantwortung gezogen und ihr das Handwerk gelegt wird. Zu diesem Zweck will er bei einer Schweizer Bank Beweise sicherstellen.
Während eines Einkaufs an einem Marktstand auf dem  Lindenhof in Zürich handelt sich Borchert jedoch neuen Ärger ein, als er das philippinische Kindermädchen Amihan Singh beim Diebstahl eines Brotes beobachtet. Die junge Frau wird erwischt und von der Security an einer Flucht gehindert. Borchert, der spürt, dass etwas mit Amihan nicht stimmt, möchte ihr helfen und mischt sich ein. Das hat zur Folge, dass auch er festgenommen wird und wegen des Gerangels auf dem Marktplatz eine Anzeige wegen Körperverletzung erhält. Noch im Revier nimmt Borchert Kontakt zu seinem alten Freund und Anwalt Reto Zanger auf, mit der Bitte, ihn juristisch zu vertreten. Zanger kommt zwar, empfiehlt ihm jedoch, sich von der jungen Anwältin Dominique Kuster vertreten zu lassen, die, wie sich später herausstellt, Zangers Tochter ist. Kuster übernimmt zwar den Fall, lässt Borchert jedoch spüren, dass sie wenig von ihm hält.
Es stellt sich heraus, dass Amihan Daniel, den Adoptivsohn des wohlhabenden Ehepaars Bea und Urs Frisch, entführt hat. Sie behauptet, der Junge befinde sich in Gefahr. Polizeihauptmann Furrer glaubt weder Amihan Singh noch Borchert, der in der Folge selbst Ermittlungen anstellt. Amihan offenbart Borchert, dass sie die leibliche Mutter von Daniel ist und ihn mit Hilfe eines Schlepperpärchens zurück in ihre Heimat bringen wollte. Das Gaunerpärchen, dem sie ihr gesamtes Erspartes gegeben hatte, sah jedoch eine Möglichkeit, an sehr viel mehr Geld zu kommen, indem es Daniel seinerseits verschleppte und dessen Adoptiveltern zu erpressen versuchte. In den Skandal um junge Frauen, denen man ihre Kinder unter fadenscheinigen Behauptungen weggenommen hat, um sie an zahlungskräftige Interessenten zu vermitteln, sind auch der zur feinen Zürcher Gesellschaft zählende Baulöwe Matthias Duplessis und dessen Ehefrau Charlotte verwickelt, mit denen Borchert früher befreundet war. Ausschlaggebend für Amihan war jedoch, dass ihr Sohn von seinem Adoptivvater permanent in seinem Sinne unter Druck gesetzt worden war, was seiner Entwicklung nicht gut tat. Das Kind kann mit Borcherts Hilfe von Hauptmann Furrer und seinen Leuten unverletzt gefunden werden.
Bea Frisch, die Daniel aufrichtig liebt, bisher aber zu schwach war, sich den Anordnungen ihres Ehemannes zu widersetzen, obwohl sie diese nicht guthieß, verlässt aufgerüttelt durch die Vorfälle ihren Mann, um mit Daniel in die Heimat seiner Mutter zu fliegen und ihm seine Wurzeln zu zeigen. Sie hinterlässt die Nachricht, Urs möge nicht nach ihr und Daniel suchen.

## Produktion

### Produktionsnotizen
Der Film, eine Produktion der Graf Film, wurde vom 12. November bis zum 12. Dezember 2014 an Schauplätzen in Zürich sowie in der tschechischen Hauptstadt Prag gedreht. Die Redaktion lag bei Mona Goos und Sascha Schwingel, die Aufnahmeleitung bei Denisa Weisbauerová und die Produktionsleitung bei Darko Lovrinic und Petr Bílek. Für die Serviceproduktion Schweiz war Christof Neracher verantwortlich, für die Koproduktion Tschechien Mia Film. Die Herstellungsleitung oblag Michal Pokorný und Kirsten Frehse (ARD Degeto). Gefördert wurde der Film durch den Tschechischen Staatsfonds der Kinematografie.

### Hintergrund
Das Erste schrieb zur Erstausstrahlung des Films: „Die Rolle des unbequemen Heimkehrers mit nicht ganz weißer Weste in der neuen Krimireihe ist wie gemacht für Christian Kohlund. Der Schweizer Schauspieler mit der sonoren Stimme verkörpert ein Raubein, das mit seiner Vergangenheit ins Reine kommen will. Seinen Gegenpart, eine idealistische Anwältin, spielt die TV-Moderatorin und Publizistin Katrin Bauerfeind mit Natürlichkeit und Kämpferherz. Regisseur Matthias Steurer und Kameramann Michael Boxrucker zeigen die Finanzmetropole an der Limmat von einer ungewohnten Seite.“ Der Film, nach einem Drehbuch von Verena Kurth, verbinde „eine spannende Kriminalgeschichte um einen gebrochenen Helden mit gesellschaftlichen Themen wie der Ausbeutung von Migranten und deren unsicherem Rechtsstatus“.
Im Gespräch mit der Deutschen Presse-Agentur äußerte Kohlund zu seiner Rolle: «Borchert war sicher mal ein großer Idealist, besessen von der Suche nach Gerechtigkeit, und er war ein Spitzenwirtschaftsanwalt, dann hat er sich korrumpieren lassen und sich etwas verloren, sich selbst bereichert hat er jedoch nicht.» Zudem habe er in seinem Privatleben einen schweren Schicksalsschlag erlitten und befinde sich jetzt in einer Lebensphase, in der er «nicht mehr in den Spiegel blicken» könne. Ganz egal, was es koste, wolle er jedoch zu dem stehen, was er getan habe, und «reinen Tisch machen». Auch wolle er Dinge aufklären, für die er gar nicht verantwortlich sei. Borchert sei ja ein sehr „spröder und einsamer Mann, der so manche Illusion verloren“ habe, und trotzdem sei dieser Hang zum Idealismus ihm weiter eigen – und eben «sein Drang zur Gerechtigkeit».

### Veröffentlichung
Der im Auftrag der ARD Degeto für Das Erste produzierte Film wurde am 28. April 2016 erstmals im Programm der ARD ausgestrahlt.
Die Polar Film + Medien GmbH gab den Pilotfilm zusammen mit den fünf folgenden Folgen der Krimiserie am 1. April 2020 auf DVD heraus.

## Rezeption

### Einschaltquoten
Bei seiner Erstausstrahlung verfolgten 4,74 Millionen Zuschauer die Filmhandlung, was einem Marktanteil von 14,8 Prozent entsprach. Bei einer Wiederholung im darauffolgenden Jahr schalteten 3,98 Millionen Zuschauer ein, was einen Marktanteil von 14,4 Prozent ergab.

### Kritik
Die Kritiker der Fernsehzeitschrift TV Spielfilm gaben für Action einen und für Spannung zwei von drei möglichen Punkten, zeigten mit dem Daumen nach oben und lobten vor allem den Hauptdarsteller, der als „Anwalt mit Ecken und Kanten“ überzeuge. Der „ganz auf Kohlund zugeschnittene Zweiteiler“ zeige, dass „der Schauspieler mehr kann als Schmonzette – zumindest der desillusionierte, einsame Wolf steh[e] ihm gut zu Gesicht“. Fazit: „Hut ab! Kohlund mal als gebrochener Held.“
Tilmann P. Gangloff gab dem Film auf der Seite tittelbach.tv drei von sechs möglichen Sternen und schrieb: „Der Handlungsort der ‚Zürich-Krimis‘ ist bei weitem nicht so exotisch wie die Schauplätze der anderen neuen Degeto-Reihen. Dass der Auftaktfilm, ‚Borcherts Fall‘, eine gelinde Enttäuschung ist, hat jedoch andere Gründe: Die horizontal erzählte Geschichte über den Absturz des Anwalts ist weitaus interessanter als der eigentliche (Entführungs-)Fall. Ein noch größeres Manko ist jedoch die fehlende Spannung zwischen den Hauptdarstellern.“ Borchert sei eine „durchaus schillernde Figur, aber dank Kohlund schon allein filmografisch fast automatisch Sympathieträger“. Zwar sei „die Kombination Kohlund/Bauerfeind auf dem Papier nicht uninteressant, aber es funk[e] nicht so recht zwischen den beiden“; der Schweizer habe „eine wunderbare Reibeisenstimme, spiel[e] aber stark nach innen“. Bauerfeind wiederum sei „eine ausgezeichnete Moderatorin“ […] bekomme „in ihrer Rolle als Anwältin aber nicht genug Spielmaterial; in solchen Situationen fehl[t]en ihr dann spürbar die Mittel, über die man möglicherweise verfüg[e], wenn man das Handwerk gelernt“ habe. „Auch einige der anderen Darsteller wirk[t]en mitunter von der Regie allein gelassen.“
In der Frankfurter Allgemeinen führte Matthias Hannemann aus: „Ein Anwalt aus Frankfurt will sich in der Schweiz bessern. Den Mann, der ihn spielt, kennen wir aus der Schwarzwaldklinik und vom Traumschiff: Christian Kohlund schlägt sich im neuen ‚Zürich-Krimi‘ ziemlich gut.“ Man merke es sofort: „Typ Bonvivant mit schwerer Seelen-Verletzung“. Fortan entfalte sich „ein Krimi im Krimi“, was den Film überlaste; „ein Wirtschaftskrimi hätte gereicht“. Auch wenn der Zuschauer „nicht gerade verrückt“ werde „vor Spannung“: Christian Kohlund gehe „in seiner Rolle beachtenswert auf“.
In den Westfälischen Nachrichten hieß es: „Einsame Wölfe sieht man in der Natur eher selten, aber im Fernsehen schon öfter mal. Jetzt kommt noch einer hinzu“. Und weiter: „Ein raubeiniger und einsamer Mann bricht mit seiner teilweise unrühmlichen Vergangenheit und wird zum idealistischen Ermittler. So etwas gibt es vermutlich nur im Fernsehen.“ Der „ruhig erzählte Film mit dem doppeldeutigen Titel“ zeige „einen verbitterten Mann, der immer wieder von seiner unrühmlichen Vergangenheit eingeholt“ werde. Kohlund spiele ihn „sehr zurückgenommen, mit zumeist undurchschaubaren, verhärmten Gesichtszügen; seine imposante Gestalt in einen dicken Mantel mit hochstehendem Kragen gehüllt. Am eindrucksvollsten aber“ sei „seine markante Stimme, die einen gelegentlich erschauern“ lasse.